# سیاست‌های ضد پیگنیسم امپراتوری بیزانس اولیه

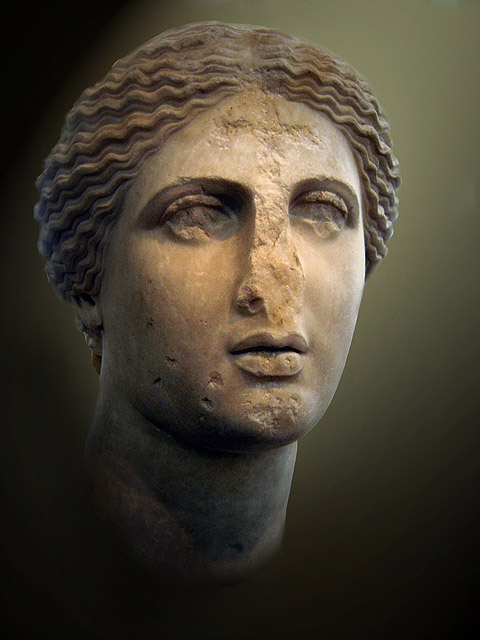
سر آفرودیته، نسخه قرن اول میلادی از نسخه اصلی توسط پرکسیتلیز. صلیب مسیحی روی چانه و پیشانی برای «تقدس زدایی» یک اثر مقدس پاگانی در نظر گرفته شده بود. در آگورای آتن یافت شد. موزه باستان‌شناسی ملی آتن.

سیاست‌های ضد پاگانیسم امپراتوری بیزانس اولیه (انگلیسی: Anti-paganism policies of the early Byzantine Empire) به قوانینی اشاره دارد که از ۳۹۵ تا ۵۶۷ بر ضد پاگانیسم توسط امپراتورهای بیزانس، امپراتوران آرکادیوس، هونوریوس، تئودئوس دوم، مارسیانوس و لئون یکم (بیزانس) وضع شد. آنها ممنوعیت‌های قانونی قبلی، به ویژه در مورد مراسم مذهبی و قربانی کردن را تکرار کردند و مجازات این اعمال را افزایش دادند. ادیان پاگانیسم هنوز پیروان زیادی داشتند، اما آنها به‌طور فزاینده ای مجبور بودند برای پیروی رسمی از دستورها، در نهان پنهان بمانند. حمایت قابل توجهی از پاگانیسم در میان اشراف رومی سناتورها، قضات
,افسران کاخ امپراتوری و سایر مقامات وجود داشت.